# Crépy (Pas-de-Calais)
Crépy település Franciaországban, Pas-de-Calais megyében. Lakosainak száma 158 fő (2022. január 1.). Crépy Lisbourg, Teneur, Tilly-Capelle, Verchin, Ambricourt és Équirre községekkel határos.

## Népesség
A település népességének változása:
| Lakosok száma | 150  | 151  | 153  | 149  | 150  | 152  | 153  | 156  | 158  |
|               | 2013 | 2015 | 2016 | 2017 | 2018 | 2019 | 2020 | 2021 | 2022 |